# Ольшица
О́льшица (бел. Во́льшыца) — озеро в Докшицком районе Витебской области Белоруссии. Относится к бассейну реки Березина.

## Описание
Озеро Ольшица расположено в 40 км к востоку от города Докшицы, на территории Березинского биосферного заповедника. Высота водного зеркала над уровнем моря составляет 160,5 м. Через водоём протекает река Сергуч, связывая его с озером Плавно. В Ольшицу впадают несколько канализованных ручьёв.
Площадь поверхности озера составляет 3,98 км². Длина — 3,32 км, наибольшая ширина — 1,9 км. Длина береговой линии — 9,75 км. Объём воды в озере — 4,97 млн м³. Наибольшая глубина — 2,7 м, средняя — 1,25 м. Площадь водосбора — 113 км².
Предполагается, что когда-то озёра Ольшица и Плавно были единым водоёмом. Котловина Ольшицы — остаточного типа, с пологими склонами и низкими берегами. Водоём окружён заболоченной поймой шириной до 50 м.
Дно плоское, на глубине покрытое слоем высокоорганического грубодетритового сапропеля мощностью 5,5 м. Мелководье до глубины 2 м выстелено карбонатным сапропелем и опесчаненным глинистым илом.
Минерализация воды достигает 110 мг/л. Дно озера хорошо просматривается благодаря прозрачности воды. При этом водоём дистрофирует и сильно зарастает.
Гидрологические показатели воды в целом подобны озеру Плавно. При этом в Ольшице лучше развит фитопланктон.
В озере водятся карась, щука, линь, окунь, лещ, язь.